# Moturua Island (Waikato)
Moturua Island, auch als Rabbit Island bekannt, ist eine Insel der Inselgruppe der Motukawao Group im Norden der Nordinsel von Neuseeland.

## Geographie
Moturua Island befindet sich an der Westküste der Coromandel Peninsula, rund 11 km nordwestlich von Coromandel und rund 8,5 km südwestlich der Colville Bay. Sie stellt mit einer Größe von 28,9 Hektar die Hauptinsel der Gruppe dar. Moturua Island besitzt eine Länge von 1,26 km in Nordwest-Südost-Richtung und eine maximale Breite von rund 445 m in Südwest-Nordost-Richtung. Ihre höchste Erhebung befindet sich mit 84 m im südlichen Teil der Insel.
Die drei Inseln der Ngamotukaraka Islands liegen 335 m westlich, 225 m südwestlich und 435 m südwestlich. Nach Norden hin sind die fünf Nachbarinseln der Gruppe, Motutakupu Island, Motukaramarama Island, Motuwi Island (Double Island), Motuwinukenuke Island und die kleine Felseninsel Frenchmans Cap zu finden. Sie liegen in einem Drittelkreis von West nach Ost in Distanzen zwischen 1,6 km bis 1,8 km verteilt.